# Impact imminent
Impact imminent (Scorcher) est un téléfilm américain réalisé par James Seale.

## Synopsis
Un grave accident survenu lors d'essais nucléaires provoque des changements climatiques dans le monde entier. Les températures ne cessent d'augmenter et la pression est telle qu'un cataclysme risque de détruire la terre. Matthew Sallin, un scientifique, observe les effets de ces dérèglements en Antarctique. Des confrères décident de faire exploser une bombe thermonucléaire afin d'interrompre le processus. 

## Fiche technique
- Scénario et dialogues : James Seale
- Durée : 90 min  (1h30min)
- Pays :  États-Unis
- Genre : Action
- Année de production : 2002

## Distribution
- Mark Dacascos (VF : Jean-Philippe Puymartin): Ryan Beckett
- John Rhys-Davies (VF : Marc Alfos): Dr Matthew Sallin
- Tamara Davies : Julie McGrath
- Mark Rolston : Agent Kellaway
- Rutger Hauer (VF : Daniel Beretta): Président Nelson
- Rayne Marcus : Faith Beckett
- G. W. Bailey : Général Timothy Moore
- Thomas F. Duffy : Anderson
- Sam Lloyd : Fingers
- Michael Jace : MacVaughn